# Bernd Klug (General)
Bernd Klug (* 31. März 1934 in Schmiegrode, Schlesien) ist ein Generalleutnant außer Dienst des Heeres der Bundeswehr. Er war in letzter Verwendung Kommandierender General der Alliierten Landstreitkräfte Schleswig-Holstein und Jütland.

## Leben
Klug trat nach dem Abitur 1953 in Freiburg im Breisgau als Offizieranwärter in das Grenzschutzkommando Süd ein und erhielt dort im März 1956 seine Beförderung zum Leutnant im Bundesgrenzschutz (BGS). Im Juli 1956 wechselte er zur Bundeswehr und war in der Folgezeit Offizier des Heeres bei der Heeresflugabwehrtruppe. Nach einem Truppendienst beim Flugabwehrbataillon 4 in Amberg sowie beim Gebirgsflugabwehrartilleriebataillon 8 in Traunstein absolvierte er von 1965 bis 1967 8 Generalstabslehrgang Heer an der Führungsakademie der Bundeswehr in Hamburg, wo er zum Offizier im Generalstabsdienst ausgebildet wurde, und wurde 1967 zum Major befördert. Anschließend fand er Verwendung als G 1-Stabsoffizier sowie als G 3-Stabsoffizier bei der 4. Panzergrenadierdivision in Regensburg, ehe er 1970 als Referent für die Personalführung der jüngeren Generalstabsoffiziere in die Personalabteilung in das Bundesministerium der Verteidigung nach Bonn wechselte.
Nachdem Klug 1972 Kommandeur des Gebirgsflugabwehrartilleriebataillon 8 wurde, gehörte er 1974/75 zu den Teilnehmern des 46. Lehrgangs am NATO Defense College (NDC) in Rom. Nach seiner Rückkehr wurde er 1975 zum Oberst befördert und übernahm den Posten als G 1-Stabsoffizier beim II. Korps in Ulm, ehe er 1977 ins Bundesministerium der Verteidigung nach Bonn zurückging, und dort Leiter des Referats für personelle Grundsatzanforderungen im Führungsstab des Heeres (FüH) wurde. Im Anschluss wurde er 1979 Referatsleiter Verwendungsgebiet im FüH und danach am 1. Oktober 1981 Nachfolger von Oberst Kurt Barthel als Kommandeur der Gebirgsjägerbrigade 23 „Bayern“ in Bad Reichenhall. Auf diesem Posten verblieb er bis zum 30. September 1983 und erhielt dort auch seine Beförderung zum Brigadegeneral. Sein Nachfolger als Kommandeur der Gebirgsjägerbrigade 23 wurde am 1. Oktober 1983 Brigadegeneral Franz Werner.
Klug selbst war daraufhin vom 1. Oktober 1983 bis zum 31. März 1986 Leiter der Unterabteilung P III im Bundesministerium der Verteidigung, ehe er am 1. April 1986 als Generalmajor Nachfolger von Generalmajor Jörn Söder Kommandeur der 7. Panzerdivision in Unna wurde. Auf diesem Posten verblieb er bis zum 30. September 1990 und wurde danach am 1. Oktober 1990 durch Generalmajor Helmut Willmann abgelöst.
Zuletzt wurde Klug am 1. Oktober 1990 zum Generalleutnant befördert und übernahm als Nachfolger des dänischen Generalleutnant Paul B. Krogen den Posten als Kommandierender General der zur NATO gehörenden Alliierten Landstreitkräfte Schleswig-Holstein und Jütland LANDJUT (Allied Land Forces Schleswig-Holstein and Jutland) in Rendsburg. Auf diesem Posten verblieb er bis zu seiner Versetzung in den Ruhestand am 30. September 1993 und wurde daraufhin durch den dänischen Generalleutnant G. Grüner abgelöst. 
Klug nahm im Ruhestand an Podiumsdiskussionen teil, die vom Bistum Regensburg zum Thema „Mit Christus Brücken bauen“, dem Leitwort des 99. Deutschen Katholikentages, organisiert wurden.
Klug ist evangelisch, verheiratet und hat zwei Söhne.

## Auszeichnungen
- Verdienstkreuz am Bande des Verdienstordens der Bundesrepublik Deutschland (1976)
- Großes Verdienstkreuz des Verdienstordens der Bundesrepublik Deutschland (1988)
- Großritterkreuz mit Stern (Großoffizier) des isländischen Falkenordens